# 11e étape du Tour d'Italie 2016
Pour un article plus général, voir Tour d'Italie 2016.
La 11e étape du Tour d'Italie 2016 se déroule le mercredi 18 mai 2016, entre Modène et Asolo sur une distance de 227 km.

## Parcours
Le parcours est plat. Il comprend 1 côte de 4e catégorie.

## Résultats

### Classement de l'étape
| Classement de l'étape | Classement de l'étape | Classement de l'étape | Classement de l'étape | Classement de l'étape |
|                       | Coureur               | Pays                  | Équipe                | Temps                 |
| --------------------- | --------------------- | --------------------- | --------------------- | --------------------- |
| 1er                   | Diego Ulissi          | Italie                | Lampre-Merida         | en 4 h 56 min 32 s    |
| 2e                    | Andrey Amador         | Costa Rica            | Movistar              | m.t                   |
| 3e                    | Bob Jungels           | Luxembourg            | Etixx-Quick Step      | m.t                   |
| 4e                    | Giacomo Nizzolo       | Italie                | Trek-Segafredo        | + 13 s                |
| 5e                    | Sonny Colbrelli       | Italie                | Bardiani CSF          | + 13 s                |
| 6e                    | Matteo Trentin        | Italie                | Etixx-Quick Step      | + 13 s                |
| 7e                    | Sacha Modolo          | Italie                | Lampre-Merida         | + 13 s                |
| 8e                    | Enrico Battaglin      | Italie                | Lotto NL-Jumbo        | + 13 s                |
| 9e                    | Tim Wellens           | Belgique              | Lotto-Soudal          | + 13 s                |
| 10e                   | Alejandro Valverde    | Espagne               | Movistar              | + 13 s                |
| modifier              |                       |                       |                       |                       |

### Points attribués
|   | Cycliste             | Nat     | Équipe                     | Pts | Bonif |
| - | -------------------- | ------- | -------------------------- | --- | ----- |
| 1 | Anton Vorobyev       | Russie  | Katusha                    | 20  | 3 s   |
| 2 | Vegard Stake Laengen | Norvège | IAM                        | 12  | 2 s   |
| 3 | Liam Bertazzo        | Italie  | Wilier Triestina-Southeast | 8   | 1 s   |
| 4 | Arnaud Démare        | France  | FDJ                        | 6   |       |
| 5 | Matteo Trentin       | Italie  | Etixx-Quick Step           | 4   |       |
| 6 | Mickaël Delage       | France  | FDJ                        | 3   |       |
| 7 | Marc Sarreau         | France  | FDJ                        | 2   |       |
| 8 | Giacomo Nizzolo      | Italie  | Trek-Segafredo             | 1   |       |

|   | Cycliste             | Nat      | Équipe                     | Pts | Bonif |
| - | -------------------- | -------- | -------------------------- | --- | ----- |
| 1 | Anton Vorobyev       | Russie   | Katusha                    | 20  | 3 s   |
| 2 | Liam Bertazzo        | Italie   | Wilier Triestina-Southeast | 12  | 2 s   |
| 3 | Vegard Stake Laengen | Norvège  | IAM                        | 8   | 1 s   |
| 4 | Arnaud Démare        | France   | FDJ                        | 6   |       |
| 5 | Matteo Trentin       | Italie   | Etixx-Quick Step           | 4   |       |
| 6 | Mickaël Delage       | France   | FDJ                        | 3   |       |
| 7 | Marc Sarreau         | France   | FDJ                        | 2   |       |
| 8 | Ignatas Konovalovas  | Lituanie | FDJ                        | 1   |       |

| - Sprint final de Asolo (km 227) \| \| Cycliste \| Nat \| Équipe \| Points \| Bonif \| \| -- \| ------------------ \| ---------- \| ---------------- \| ------ \| ----- \| \| 1 \| Diego Ulissi \| Italie \| Lampre-Merida \| 50 \| 10 s \| \| 2 \| Andrey Amador \| Costa Rica \| Movistar \| 35 \| 6 s \| \| 3 \| Bob Jungels \| Luxembourg \| Etixx-Quick Step \| 25 \| 4 s \| \| 4 \| Giacomo Nizzolo \| Italie \| Trek-Segafredo \| 18 \| \| \| 5 \| Sonny Colbrelli \| Italie \| Bardiani CSF \| 14 \| \| \| 6 \| Matteo Trentin \| Italie \| Etixx-Quick Step \| 12 \| \| \| 7 \| Sacha Modolo \| Italie \| Lampre-Merida \| 10 \| \| \| 8 \| Enrico Battaglin \| Italie \| Lotto NL-Jumbo \| 8 \| \| \| 9 \| Tim Wellens \| Belgique \| Lotto-Soudal \| 7 \| \| \| 10 \| Alejandro Valverde \| Espagne \| Movistar \| 6 \| \| \| 11 \| Ivan Savitskiy \| Russie \| Gazprom-RusVelo \| 5 \| \| \| 12 \| Ilnur Zakarin \| Russie \| Katusha \| 4 \| \| \| 13 \| Rigoberto Urán \| Colombie \| Cannondale \| 3 \| \| \| 14 \| Rafał Majka \| Pologne \| Tinkoff \| 2 \| \| \| 15 \| Steven Kruijswijk \| Pays-Bas \| Lotto NL-Jumbo \| 1 \| \| |                    |            |                  |        |       |
| | Cycliste           | Nat        | Équipe           | Points | Bonif |
| 1 | Diego Ulissi       | Italie     | Lampre-Merida    | 50     | 10 s  |
| 2 | Andrey Amador      | Costa Rica | Movistar         | 35     | 6 s   |
| 3 | Bob Jungels        | Luxembourg | Etixx-Quick Step | 25     | 4 s   |
| 4 | Giacomo Nizzolo    | Italie     | Trek-Segafredo   | 18     |       |
| 5 | Sonny Colbrelli    | Italie     | Bardiani CSF     | 14     |       |
| 6 | Matteo Trentin     | Italie     | Etixx-Quick Step | 12     |       |
| 7 | Sacha Modolo       | Italie     | Lampre-Merida    | 10     |       |
| 8 | Enrico Battaglin   | Italie     | Lotto NL-Jumbo   | 8      |       |
| 9 | Tim Wellens        | Belgique   | Lotto-Soudal     | 7      |       |
| 10 | Alejandro Valverde | Espagne    | Movistar         | 6      |       |
| 11 | Ivan Savitskiy     | Russie     | Gazprom-RusVelo  | 5      |       |
| 12 | Ilnur Zakarin      | Russie     | Katusha          | 4      |       |
| 13 | Rigoberto Urán     | Colombie   | Cannondale       | 3      |       |
| 14 | Rafał Majka        | Pologne    | Tinkoff          | 2      |       |
| 15 | Steven Kruijswijk  | Pays-Bas   | Lotto NL-Jumbo   | 1      |       |

### Cols et côtes
| - Côte de Forcella Mostaccin, 4e catégorie (km 207,7) \| \| Cycliste \| Pays \| Équipe \| Points \| \| - \| ------------------ \| -------- \| --------------- \| ------ \| \| 1 \| Steven Kruijswijk \| Pays-Bas \| Lotto NL-Jumbo \| 3 \| \| 2 \| Alejandro Valverde \| Espagne \| Movistar \| 2 \| \| 3 \| Esteban Chaves \| Colombie \| Orica-GreenEDGE \| 1 \| |                    |          |                 |        |
| | Cycliste           | Pays     | Équipe          | Points |
| 1 | Steven Kruijswijk  | Pays-Bas | Lotto NL-Jumbo  | 3      |
| 2 | Alejandro Valverde | Espagne  | Movistar        | 2      |
| 3 | Esteban Chaves     | Colombie | Orica-GreenEDGE | 1      |

### Classement au temps par équipes
| Classement par équipes au temps | Classement par équipes au temps | Classement par équipes au temps | Classement par équipes au temps |
|                                 | Équipe                          | Pays                            | Temps                           |
| ------------------------------- | ------------------------------- | ------------------------------- | ------------------------------- |
| 1re                             | Lampre-Merida                   | Italie                          | en 14 h 50 min 2 s              |
| 2e                              | Movistar                        | Espagne                         | m.t                             |
| 3e                              | Etixx-Quick Step                | Belgique                        | + 1 min 17 s                    |
| modifier                        |                                 |                                 |                                 |

### Classement aux points par équipes
| Classement par équipes aux points | Classement par équipes aux points | Classement par équipes aux points | Classement par équipes aux points | Classement par équipes aux points |
|                                   | Équipes                           | Pays                              |                                   | Point(s)                          |
| --------------------------------- | --------------------------------- | --------------------------------- | --------------------------------- | --------------------------------- |
| 1re                               | Lampre-Merida                     | Italie                            |                                   | 60                                |
| 2e                                | Movistar                          | Espagne                           |                                   | 41                                |
| 3e                                | Etixx-Quick Step                  | Belgique                          |                                   | 39                                |
| modifier                          |                                   |                                   |                                   |                                   |

## Classements à l'issue de l'étape

### Classement général
| Classement général | Classement général | Classement général | Classement général | Classement général  |
|                    | Coureur            | Pays               | Équipe             | Temps               |
| ------------------ | ------------------ | ------------------ | ------------------ | ------------------- |
| 1er                | Bob Jungels        | Luxembourg         | Etixx-Quick Step   | en 45 h 16 min 20 s |
| 2e                 | Andrey Amador      | Costa Rica         | Movistar           | + 24 s              |
| 3e                 | Alejandro Valverde | Espagne            | Movistar           | + 1 min 7 s         |
| 4e                 | Steven Kruijswijk  | Pays-Bas           | Lotto NL-Jumbo     | + 1 min 7 s         |
| 5e                 | Vincenzo Nibali    | Italie             | Astana             | + 1 min 9 s         |
| 6e                 | Rafał Majka        | Pologne            | Tinkoff            | + 2 min 1 s         |
| 7e                 | Ilnur Zakarin      | Russie             | Katusha            | + 2 min 25 s        |
| 8e                 | Esteban Chaves     | Colombie           | Orica-GreenEDGE    | + 2 min 43 s        |
| 9e                 | Gianluca Brambilla | Italie             | Etixx-Quick Step   | + 2 min 45 s        |
| 10e                | Diego Ulissi       | Italie             | Lampre-Merida      | + 2 min 47 s        |
| modifier           |                    |                    |                    |                     |

### Classement du meilleur jeune
| Classement du meilleur jeune | Classement du meilleur jeune | Classement du meilleur jeune | Classement du meilleur jeune | Classement du meilleur jeune |
|                              | Coureur                      | Pays                         | Équipe                       | Temps                        |
| ---------------------------- | ---------------------------- | ---------------------------- | ---------------------------- | ---------------------------- |
| 1er                          | Bob Jungels                  | Luxembourg                   | Etixx-Quick Step             | en 45 h 16 min 20 s          |
| 2e                           | Davide Formolo               | Italie                       | Cannondale                   | + 5 min 49 s                 |
| 3e                           | Sebastián Henao              | Colombie                     | Sky                          | + 13 min 31 s                |
| 4e                           | Valerio Conti                | Italie                       | Lampre-Merida                | + 14 min 38 s                |
| 5e                           | Carlos Verona                | Espagne                      | Etixx-Quick Step             | + 24 min 50 s                |
| modifier                     |                              |                              |                              |                              |

### Classement aux points
| Classement par points | Classement par points | Classement par points | Classement par points | Classement par points |
| --------------------- | --------------------- | --------------------- | --------------------- | --------------------- |
|                       | Coureur               | Pays                  | Équipe                | Point(s)              |
| 1er                   | André Greipel         | Allemagne             | Lotto-Soudal          | 119 points            |
| 2e                    | Arnaud Démare         | France                | FDJ                   | 103 pts               |
| 3e                    | Diego Ulissi          | Italie                | Lampre-Merida         | 100 pts               |
| 4e                    | Giacomo Nizzolo       | Italie                | Trek-Segafredo        | 97 pts                |
| 5e                    | Maarten Tjallingii    | Pays-Bas              | Lotto NL-Jumbo        | 82 pts                |
| modifier              |                       |                       |                       |                       |

### Classement du meilleur grimpeur
| Classement du meilleur grimpeur | Classement du meilleur grimpeur | Classement du meilleur grimpeur | Classement du meilleur grimpeur | Classement du meilleur grimpeur |
| ------------------------------- | ------------------------------- | ------------------------------- | ------------------------------- | ------------------------------- |
|                                 | Coureur                         | Pays                            | Équipe                          | Point(s)                        |
| 1er                             | Damiano Cunego                  | Italie                          | Nippo-Vini Fantini              | 56 points                       |
| 2e                              | Giulio Ciccone                  | Italie                          | Bardiani CSF                    | 27 pts                          |
| 3e                              | Tim Wellens                     | Belgique                        | Lotto-Soudal                    | 25 pts                          |
| 4e                              | Stefano Pirazzi                 | Italie                          | Bardiani CSF                    | 18 pts                          |
| 5e                              | Giovanni Visconti               | Italie                          | Movistar                        | 17 pts                          |
| modifier                        |                                 |                                 |                                 |                                 |

### Classements par équipes

#### Classement au temps
| Classement par équipes au temps | Classement par équipes au temps | Classement par équipes au temps | Classement par équipes au temps |
|                                 | Équipe                          | Pays                            | Temps                           |
| ------------------------------- | ------------------------------- | ------------------------------- | ------------------------------- |
| 1re                             | Movistar                        | Espagne                         | en 135 h 54 min 1 s             |
| 2e                              | Etixx-Quick Step                | Belgique                        | + 2 min 7 s                     |
| 3e                              | Astana                          | Kazakhstan                      | + 5 min 52 s                    |
| modifier                        |                                 |                                 |                                 |

#### Classement aux points
| Classement par équipes aux points | Classement par équipes aux points | Classement par équipes aux points | Classement par équipes aux points | Classement par équipes aux points |
|                                   | Équipes                           | Pays                              |                                   | Point(s)                          |
| --------------------------------- | --------------------------------- | --------------------------------- | --------------------------------- | --------------------------------- |
| 1re                               | Etixx-Quick Step                  | Belgique                          |                                   | 301                               |
| 2e                                | Lotto NL-Jumbo                    | Pays-Bas                          |                                   | 243                               |
| 3e                                | Lotto-Soudal                      | Belgique                          |                                   | 188                               |
| modifier                          |                                   |                                   |                                   |                                   |

### Abandons
- 151 -  Tom Dumoulin (Giant-Alpecin) : abandon